# Fussball-Club Rot-Weiß Erfurt 1997-1998
Questa voce raccoglie le informazioni riguardanti il Fussball-Club Rot-Weiß Erfurt nelle competizioni ufficiali della stagione 1997-1998.

## Stagione
Nella stagione 1997-1998 il Rot Weiss Erfurt, allenato da Jürgen Raab, concluse il campionato di Regionalliga nordest al 5º posto.

## Rosa
| N. |                                 | Ruolo | Calciatore             |
| -- | ------------------------------- | ----- | ---------------------- |
|    | Germania (bandiera)             | P     | Dirk Heinrichs         |
|    | Germania (bandiera)             | P     | Steffen Kraus          |
|    | Germania (bandiera)             | D     | Ronny Fuhrmann         |
|    | Germania (bandiera)             | D     | Jens Große             |
|    | Germania (bandiera)             | D     | Heiko Nowak            |
|    | Germania (bandiera)             | D     | Michael Schmidt        |
|    | Germania (bandiera)             | D     | André Tews             |
|    | Bosnia ed Erzegovina (bandiera) | C     | Dimitrije Dimitrijevic |
|    | Germania (bandiera)             | C     | Recardo Egel           |
|    | Germania (bandiera)             | C     | Christian Ertmer       |
|    | Germania (bandiera)             | C     | Thomas Münzberg        |
|    | Germania (bandiera)             | C     | Nico Scheller          |

| N. |                     | Ruolo | Calciatore          |
| -- | ------------------- | ----- | ------------------- |
|    | Germania (bandiera) | C     | Dominique Schneider |
|    | Germania (bandiera) | C     | Piet Schönberg      |
|    | Lituania (bandiera) | C     | Gediminas Sugzda    |
|    | Germania (bandiera) | C     | Stefan Treitl       |
|    | Ungheria (bandiera) | C     | Péter Víg           |
|    | Germania (bandiera) | C     | Jan Wehrmann        |
|    | Ungheria (bandiera) | A     | Zoltan Biro         |
|    | Germania (bandiera) | A     | Robert Freitag      |
|    | Germania (bandiera) | A     | Steffen Knäbe       |
|    | Russia (bandiera)   | A     | Denis Koslov        |
|    | Ungheria (bandiera) | A     | Gábor Nagy          |
|    | Nigeria (bandiera)  | A     | Samuel Taubmann     |

## Organigramma societario
Area tecnica
- Allenatore: Jürgen Raab
- Allenatore in seconda:
- Preparatore dei portieri:
- Preparatori atletici:
- Analisi video:

## Calciomercato

### Sessione estiva
| Acquisti | Acquisti               | Acquisti        | Acquisti |
| R.       | Nome                   | da              | Modalità |
| -------- | ---------------------- | --------------- | -------- |
| C        | Dimitrije Dimitrijevic | Homburg         |          |
| C        | Gediminas Sugzda       | Carl Zeiss Jena |          |
| A        | Samuel Taubmann        | Elversberg      |          |
| C        | Stefan Treitl          | SV 1910 Kahla   |          |
| C        | Péter Víg              | Vác             |          |

| Cessioni | Cessioni         | Cessioni        | Cessioni |
| R.       | Nome             | a               | Modalità |
| -------- | ---------------- | --------------- | -------- |
| A        | Daniel Bärwolf   | Carl Zeiss Jena |          |
| D        | Thomas Herz      | Friburgo        |          |
| D        | Dirk Pfitzner    | Carl Zeiss Jena |          |
| A        | Werner Rank      | Augusta         |          |
| C        | Andrej Rosljakow | Spandauer       |          |
| C        | Jörg Schmidt     | Chemnitz        |          |
| C        | Marco Weißhaupt  | Friburgo        |          |

### Sessione invernale
| Acquisti | Acquisti | Acquisti | Acquisti |
| R.       | Nome     | da       | Modalità |
| -------- | -------- | -------- | -------- |

| Cessioni | Cessioni         | Cessioni         | Cessioni |
| R.       | Nome             | a                | Modalità |
| -------- | ---------------- | ---------------- | -------- |
| A        | Ronny Hebestreit | Bayern Monaco II |          |

## Risultati

### Regionalliga

#### Girone di andata
| Arbitro: | Robel |

|                                               |           |          |
| Gütschow 20’ (rig.) Terjek 54’ Hanke 84’, 90’ | Marcatori | 13’ Biro |

| Arbitro: | Scheibel |

|                                                              |           |                                          |
| Schönberg 1’ Wehrmann 35’ (rig.) Hebestreit 68’ Scheller 72’ | Marcatori | 21’ Lesch 22’ Jopek 47’ Gezen 69’ Müller |

| Arbitro: | Augar |

|                                         |           |              |
| Fuchs 2’, 27’ Zarczynski 33’ Hähnge 88’ | Marcatori | 40’ Scheller |

| Arbitro: | Cyrklaff |

|  |           |                 |
|  | Marcatori | 26’ Patschinski |

| Arbitro: | Sturm |

|                   |           |  |
| Lünsmann 58’, 65’ | Marcatori |  |

| Arbitro: | Schößling |

|                    |           |  |
| Tews 25’ Knäbe 89’ | Marcatori |  |

| Arbitro: | Bley |

|  |           |                                                 |
|  | Marcatori | 11’ Dermech 19’ (aut.) Große 26’ Isa 54’ Aračić |

| Arbitro: | Binkowski |

|               |           |            |
| Zapyshnyi 70’ | Marcatori | 21’ Ertmer |

| Arbitro: | Zschoke |

|             |           |  |
| Schmidt 89’ | Marcatori |  |

| Arbitro: | Junghof |

|                                                         |           |  |
| Schwöbel 6’, 11’, 81’ Danelia 15’ Klenge 26’ Okafor 79’ | Marcatori |  |

| Arbitro: | Haack |

|                |           |  |
| Hebestreit 39’ | Marcatori |  |

| Arbitro: | Kiefer |

|                       |           |                                    |
| Dau 68’ Wiedemann 69’ | Marcatori | 12’ Große 24’ Sugzda 83’ Schönberg |

| Arbitro: | Weber |

|           |           |  |
| Knäbe 42’ | Marcatori |  |

| Arbitro: | Fleske |

|                |           |                              |
| Manai 54’, 76’ | Marcatori | 31’ Tews 90’ (aut.) Wendorff |

| Arbitro: | Sather |

|                                                 |           |                |
| Hebestreit 1’, 14’, 28’ Knäbe 13’ Schönberg 59’ | Marcatori | 38’, 85’ Röver |

| Arbitro: | Spickenagel |

|                          |           |          |
| Skela 61’ Tautenhahn 63’ | Marcatori | 88’ Biro |

| Arbitro: | Cyrklaff |

|                                         |           |            |
| Koslov 8’, 58’ Nagy 32’, 61’ Treitl 71’ | Marcatori | 15’ Glöden |

#### Girone di ritorno
| Arbitro: | Voigt |

|                         |           |  |
| Hebestreit 23’ Tews 67’ | Marcatori |  |

| Arbitro: | Sather |

|            |           |  |
| Müller 19’ | Marcatori |  |

| Arbitro: | Augar |

|                                                             |           |  |
| Koslov 19’, 87’ Schönberg 34’ Scheller 47’ Nowak 53’ (rig.) | Marcatori |  |

| Arbitro: | Wendorf |

|  |           |            |
|  | Marcatori | 75’ Treitl |

| Arbitro: | Scheibel |

|                                                      |           |  |
| Koslov 33’, 65’ Tews 37’ Nowak 44’ (rig.) Treitl 69’ | Marcatori |  |

| Arbitro: | Bley |

|                    |           |            |
| Kovačić 75’ (rig.) | Marcatori | 60’ Sugzda |

| Arbitro: | Robel |

|                                          |           |            |
| Namdar 14’, 28’ Aračić 48’ Akrapović 87’ | Marcatori | 39’ Sugzda |

| Arbitro: | Schößler |

|                                  |           |                |
| Nowak 66’ Nagy 73’ Schönberg 81’ | Marcatori | 27’ Stadelmann |

| Arbitro: | Dommaschk |

|  |           |          |
|  | Marcatori | 67’ Biro |

| Arbitro: | Sather |

|                        |           |                      |
| Schmidt 12’ Koslov 50’ | Marcatori | 2’ Klenge 62’ Schade |

| Arbitro: | Sturm |

|             |           |            |
| Ullmann 90’ | Marcatori | 57’ Koslov |

| Arbitro: | Sax |

|                       |           |  |
| Wehrmann 74’ Nagy 80’ | Marcatori |  |

| Arbitro: | Weber |

|                     |           |                        |
| Kiel 6’ Schmidt 62’ | Marcatori | 20’ Schönberg 82’ Nagy |

| Erfurt 19 aprile 1998, ore 14:00 CEST 31ª giornata | Rot-Weiß Erfurt | 0 – 0 referto | Reinickendorfer Füchse | Steigerwaldstadion (1 850 spett.)\| Arbitro: \| Voigt \| |
| Arbitro:                                           | Voigt           |               |                        |                                                          |

| Arbitro: | Binkowski |

|           |           |  |
| Kampf 62’ | Marcatori |  |

| Arbitro: | Ströhl |

|                       |           |  |
| Fuhrmann 47’ Nagy 57’ | Marcatori |  |

| Arbitro: | Sather |

|           |           |                                   |
| Chaabo 2’ | Marcatori | 23’ Biro 27’ Schönberg 33’ Koslov |

## Statistiche

### Statistiche di squadra
| Competizione         | Punti | In casa | In casa | In casa | In casa | In casa | In casa | In trasferta | In trasferta | In trasferta | In trasferta | In trasferta | In trasferta | Totale | Totale | Totale | Totale | Totale | Totale | DR  |
| Competizione         | Punti | G       | V       | N       | P       | Gf      | Gs      | G            | V            | N            | P            | Gf           | Gs           | G      | V      | N      | P      | Gf     | Gs     | DR  |
| -------------------- | ----- | ------- | ------- | ------- | ------- | ------- | ------- | ------------ | ------------ | ------------ | ------------ | ------------ | ------------ | ------ | ------ | ------ | ------ | ------ | ------ | --- |
| Regionalliga nordest | 56    | 17      | 12      | 3       | 2       | 40      | 15      | 17           | 4            | 5            | 8            | 19           | 34           | 34     | 16     | 8      | 10     | 59     | 49     | +10 |
| Totale               | 56    | 17      | 12      | 3       | 2       | 40      | 15      | 17           | 4            | 5            | 8            | 19           | 34           | 34     | 16     | 8      | 10     | 59     | 49     | +10 |

### Andamento in campionato
| Giornata  | 1  | 2  | 3  | 4  | 5  | 6  | 7  | 8  | 9  | 10 | 11 | 12 | 13 | 14 | 15 | 16 | 17 | 18 | 19 | 20 | 21 | 22 | 23 | 24 | 25 | 26 | 27 | 28 | 29 | 30 | 31 | 32 | 33 | 34 |
| --------- | -- | -- | -- | -- | -- | -- | -- | -- | -- | -- | -- | -- | -- | -- | -- | -- | -- | -- | -- | -- | -- | -- | -- | -- | -- | -- | -- | -- | -- | -- | -- | -- | -- | -- |
| Luogo     | T  | C  | T  | C  | T  | C  | C  | T  | C  | T  | C  | T  | C  | T  | C  | T  | C  | C  | T  | C  | T  | C  | T  | T  | C  | T  | C  | T  | C  | T  | C  | T  | C  | T  |
| Risultato | P  | N  | P  | P  | P  | V  | P  | N  | V  | P  | V  | V  | V  | N  | V  | P  | V  | V  | P  | V  | V  | V  | N  | P  | V  | V  | N  | N  | V  | N  | N  | P  | V  | V  |
| Posizione | 18 | 16 | 17 | 17 | 17 | 16 | 18 | 18 | 15 | 16 | 14 | 10 | 9  | 9  | 8  | 8  | 8  | 8  | 8  | 8  | 8  | 8  | 8  | 8  | 8  | 8  | 7  | 7  | 5  | 6  | 6  | 8  | 6  | 5  |

Legenda:

Luogo: C = Casa; T = Trasferta. Risultato: V = Vittoria; N = Pareggio; P = Sconfitta.

### Statistiche dei giocatori
| Z. Biro         | 22 | 4 | 4 | 0 |
| D. Dimitrijevic | 11 | 0 | 2 | 0 |
| R. Egel         | 5  | 0 | 1 | 0 |
| C. Ertmer       | 20 | 1 | 7 | 0 |
| R. Freitag      | 4  | 0 | 1 | 0 |
| R. Fuhrmann     | 16 | 1 | 3 | 0 |
| J. Große        | 17 | 1 | 4 | 0 |
| R. Hebestreit   | 17 | 6 | 4 | 1 |
| D. Heinrichs    | 8  | 0 | 1 | 0 |
| S. Knäbe        | 13 | 3 | 3 | 0 |
| D. Koslov       | 17 | 9 | 2 | 0 |
| S. Kraus        | 34 | 0 | 1 | 0 |
| T. Münzberg     | 6  | 0 | 0 | 0 |
| G. Nagy         | 18 | 6 | 6 | 0 |
| H. Nowak        | 28 | 3 | 8 | 1 |
| N. Scheller     | 29 | 3 | 6 | 1 |
| M. Schmidt      | 33 | 2 | 6 | 1 |
| D. Schneider    | 12 | 0 | 1 | 0 |
| P. Schönberg    | 33 | 7 | 7 | 0 |
| G. Sugzda       | 22 | 3 | 3 | 0 |
| S. Taubmann     | 18 | 0 | 2 | 1 |
| A. Tews         | 30 | 4 | 7 | 3 |
| S. Treitl       | 11 | 3 | 2 | 0 |
| P. Víg          | 4  | 0 | 1 | 0 |
| J. Wehrmann     | 8  | 2 | 0 | 0 |